# Семюел Ріардон
Семюел Ріардон (англ. Samuel Reardon, нар. 30 жовтня 2003) — британський легкоатлет, який спеціалізується у бігу на короткі та середні дистанції.

## Спортивні досягнення
Бронзовий олімпійський призер зі змішаного естафетного бігу 4×400 метрів та з аналогічної дисципліни серед чоловіків (2024).
Фіналіст (6-е місце) чемпіонату світу в приміщенні з естафетного бігу 4×400 метрів серед чоловіків (2022).
Фіналіст чемпіонату світу серед юніорів (2022) з естафетного бігу 4×400 метрів серед чоловіків (4-е місце) та бігу на 800 метрів (5-е місце).
Фіналіст (5-е місце) чемпіонату Європи в приміщенні з естафетного бігу 4×400 метрів серед чоловіків (2023).
Бронзовий призер чемпіонату Європи серед молоді з естафетного бігу 4×400 метрів серед чоловіків (2023).
Чемпіон Європи серед юніорів з естафетного бігу 4×400 метрів серед чоловіків (2021).
Чемпіон Великої Британії в приміщенні з бігу на 400 метрів (2023).

## Відео
- Фінальний забіг зі змішаного естафетного бігу 4×400 метрів на Олімпіаді-2024 на YouTube